# Hoeve Prinses Marianne

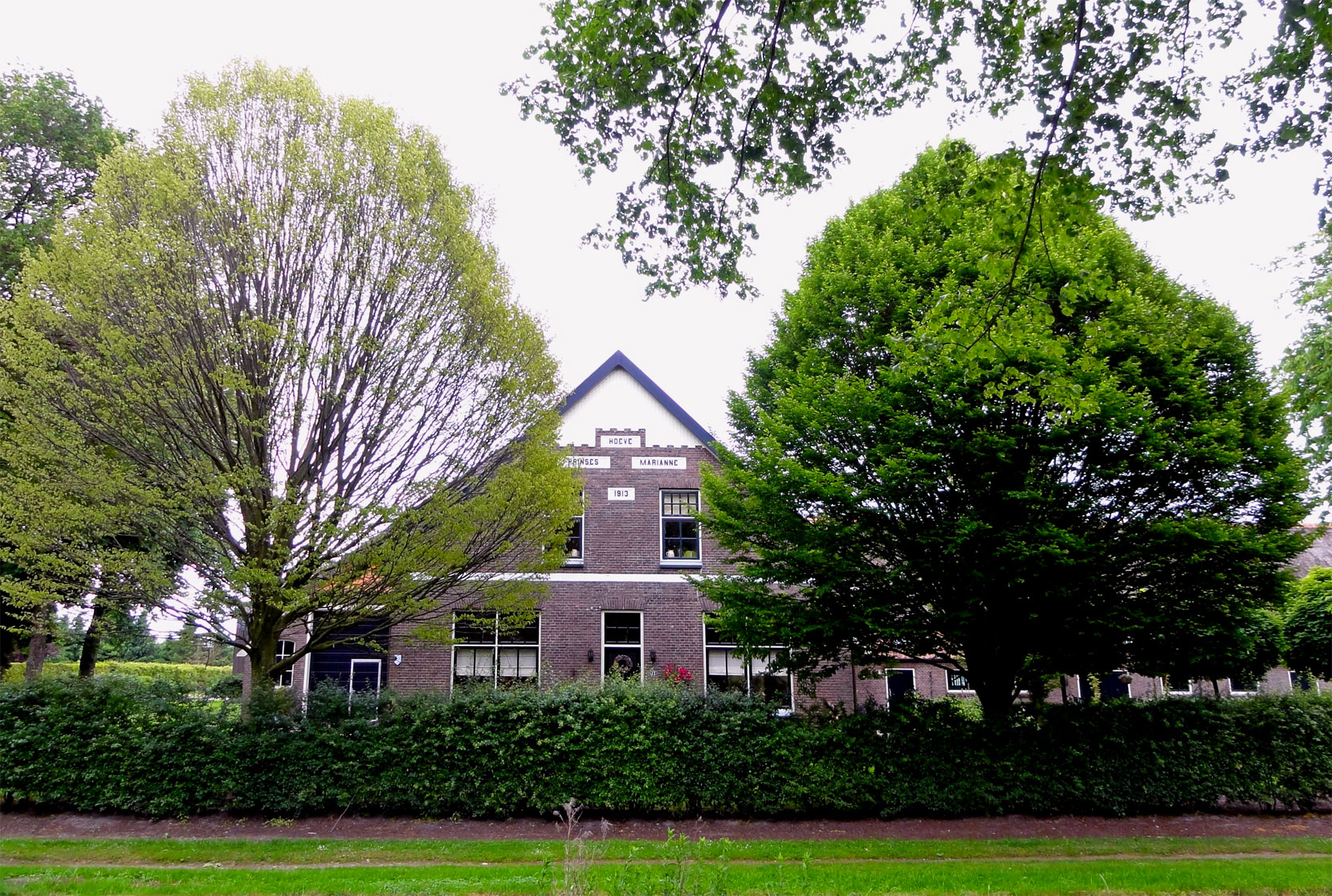
Hoeve Prinses Marianne te Wilhelminaoord

De Hoeve Prinses Marianne is een monumentale boerderij in het Drentse Wilhelminaoord van de Maatschappij van Weldadigheid.

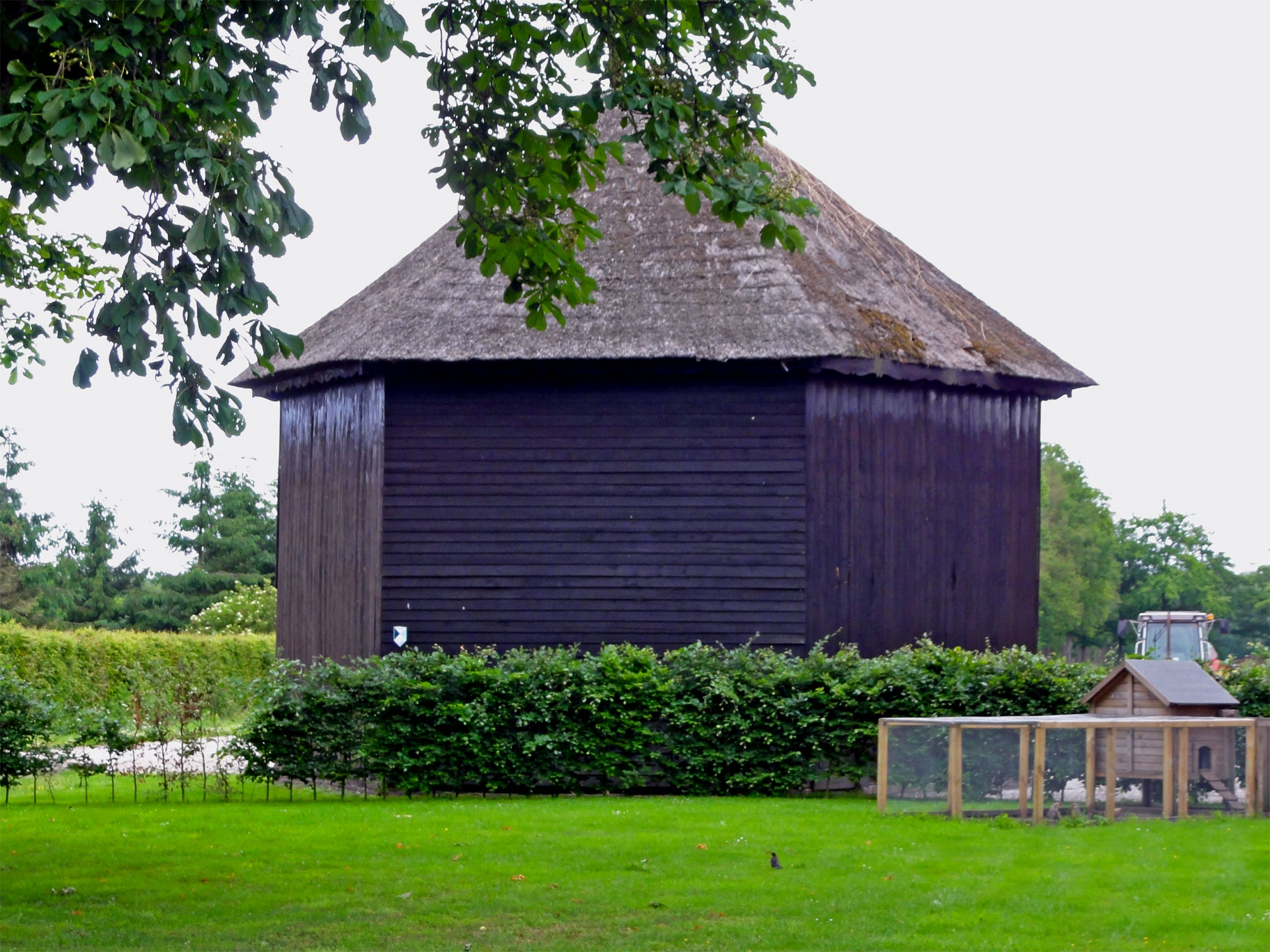
Hooischuur bij de Hoeve Prinses Marianne te Wilhelminaoord

In het begin van de 19e eeuw stichtte de Maatschappij van Weldadigheid in het kader van de armoedebestrijding enkele kolonies in het zuidwesten van de Nederlandse provincie Drenthe. In deze kolonies kregen arme gezinnen, die afkomstig waren uit het hele land, een stukje grond en een woning waardoor zij in staat gesteld werden om in hun eigen levensonderhoud te voorzien. Halverwege de 19e eeuw bleek het succes minder groot dan door de stichter van de kolonies, Johannes van den Bosch, was verwacht. De Maatschappij van Weldadigheid verzette de bakens en bouwde enkele grote boerderijen, waaronder de Hoeve Koning Willem III in Frederiksoord en de Hoeve De Dankbaarheid in Wilhelminaoord. De kleine kavels van de oorspronkelijke kolonisten werden samengevoegd tot een grote landbouwkavel van circa 50 hectare, waardoor een grootschalige vorm van landbouw mogelijk werd. De kolonisten werkten als arbeiders onder leiding van een bedrijfsleider op de hoeve. De nieuwe opzet bleek succesvol. Vanaf 1869 werd winst gemaakt.
De naam van de Hoeve Dankbaarheid werd in 1883 gewijzigd in Hoeve Prinses Marianne toen bleek dat de in dat jaar overleden prinses Marianne de anonieme schenker was geweest van het kapitaal waarmee de beide hoeven Willem III en Dankaarheid konden worden gerealiseerd. De oorspronkelijke hoeve is in 1913 vervangen door een nieuw gebouw.
De Hoeve Prinses Marianne en de naastgelegen hooischuur zijn erkend als een rijksmonument.